# نمایشگر تاندربولت اپل
نمایشگر تاندربولت اپل (به انگلیسی: Apple Thunderbolt Display) یک نمایشگر تخت فروخته‌شده توسط شرکت اپل است که در ۲۰ ژوئیه ۲۰۱۱ معرفی شده است. این نمایشگر و نسل پیشین آن یعنی، اپل سینما دیسپلی (به انگلیسی: Apple Cinema Display) تنها نمایشگرهایی بودند که توسط اپل فروخته میشدند.

## مدل ۲۷ اینچ
تفکیک‌پذیری مدل ۲۷ اینچ، ۲۵۶۰ × ۱۴۴۰ پیکسل و دارای نسبت ۱۶/۹ است. بدنه یک‌پارچه این نمایشگر از جنس آلومینیوم و شیشه است و دارای طرحی مشابه آی‌مک و مک‌بوک پرو می‌باشد. این نمایشگر دارای امکاناتی چون دوربین ۷۲۰p فیس‌تایم اچ‌دی (که جایگزین آی‌سایت در نسل پیشین شده‌است)، میکروفون و بلندگوهای استریو به همراه ساب‌ووفر (۲٫۱ کانال) می‌باشد.

## مشخصات فنی
| اجزاء                | LED-backlit LCD |
| مدل                  | نمایشگر تاندربولت اپل (۲۷ اینچ) |
| -------------------- | --- |
| تاریخ عرضه           | ۲۰ جولای ۲۰۱۱ |
| قطع تولید            | ۲۳ ژوئن ۲۰۱۶ |
| شماره مدل            | MC914 |
| دستگاه نمایش         | ۲۷ inches, TFT IPS active-matrix LCD, glossy glass covered screen, QHD (۲۵۶۰×۱۴۴۰ pixels) resolution, LED edge-lit                                            |
| دستگاه نمایش         | ۱۶:۹ نسبت تصویر (واید) |
| چگالی پیکسل          | ۱۰۹ |
| زمان پاسخ            | ۱۲ ms |
| نرخ رفرش             | ۵۹٫۹۵ Hz |
| رنگ‌ها                | ۱۶٫۷ million (max.) |
| نسبت کنتراست         | ۱۰۰۰:۱ |
| درخشش                | ۳۷۵ cd/m2 |
| زاویه دید            | ۱۷۸° horizontal; ۱۷۸° vertical |
| توان مصرفی           | IEC 60320 C7 port, ۱۰۰-۲۴۰V AC @ ۵۰–۶۰ Hz (Up to 250W while charging a MacBook Pro via MagSafe cable, 2W or less in energy saver mode)                        |
| جنس                  | Aluminium frame and glass front |
| ورودی تصویر          | ۱× unpowered Thunderbolt cable |
| خروجی صوت            | ۲٫۱ channel speaker system (49 watts) |
| سایر ورودی و خروجی‌ها | ۱× powered Thunderbolt port, ۳× powered USB 2.0 ports, ۱× powered FireWire 800 port, ۱× Gigabit Ethernet port                                                 |
| سایر اطلاعات         | ۱٫۳ meter permanent octopus cable with Universal MagSafe (up to 85W) and Thunderbolt plugs, Kensington Security Slot, 720p FaceTime HD camera with microphone |
| ابعاد                | ۱۹٫۳۵ × ۲۵٫۷ × ۸٫۱۵ inches (۴۹٫۱ × ۶۵٫۰ × ۲۰٫۷ cm) |
| وزن                  | ۲۳٫۵ lb. (۱۰٫۸ kg) |
| الزامات              | OS X v10.6.8 or later, Thunderbolt port |